# Pecuk (Mijen)
Pecuk is een bestuurslaag in het regentschap Demak van de provincie Midden-Java, Indonesië. Pecuk telt 2363 inwoners (volkstelling 2010).